# 272 (číslo)
Dvě stě sedmdesát dva je přirozené číslo, které následuje po čísle dvě stě sedmdesát jedna a předchází číslu dvě stě sedmdesát tři. Římskými číslicemi se zapisuje CCLXXII a řeckými číslicemi σοβ.

## Matematika
272 je:
- Abundantní číslo
- Nešťastné číslo
- Nepříznivé číslo
- Součet čtyř po sobě jdoucích prvočísel (61 + 67 + 71 + 73)

## Astronomie
- (272) Antonia je planetka hlavního pásu, kterou objevil v roce 1888 Auguste Charlois

## Doprava
- Silnice II/272 je česká silnice II. třídy vedoucí na trase Český Brod – Lysá nad Labem – Benátky nad Jizerou – Bezno – Katusice – Bělá pod Bezdězem[1][2][3][4][5]

## Roky
- 272
- 272 př. n. l.